# Linha de Dal
A Linha de Dal (em sueco: Dalabanan) é uma via férrea que conecta a província de Dalarna com as províncias da Uppland e da Västmanland, assim como a região de Estocolmo.
Liga a cidade de Uppsala a Mora, passando por Sala, Avesta e Borlänge.

Tem uma extensão de 260 km, com via única, e está completamente eletrificada.

## Itinerário
A linha atravessa as cidades:

- Heby
- Sala
- Avesta
- Hedemora
- Säter
- Borlänge
- Gagnef
- Leksand
- Rättvik
- Mora

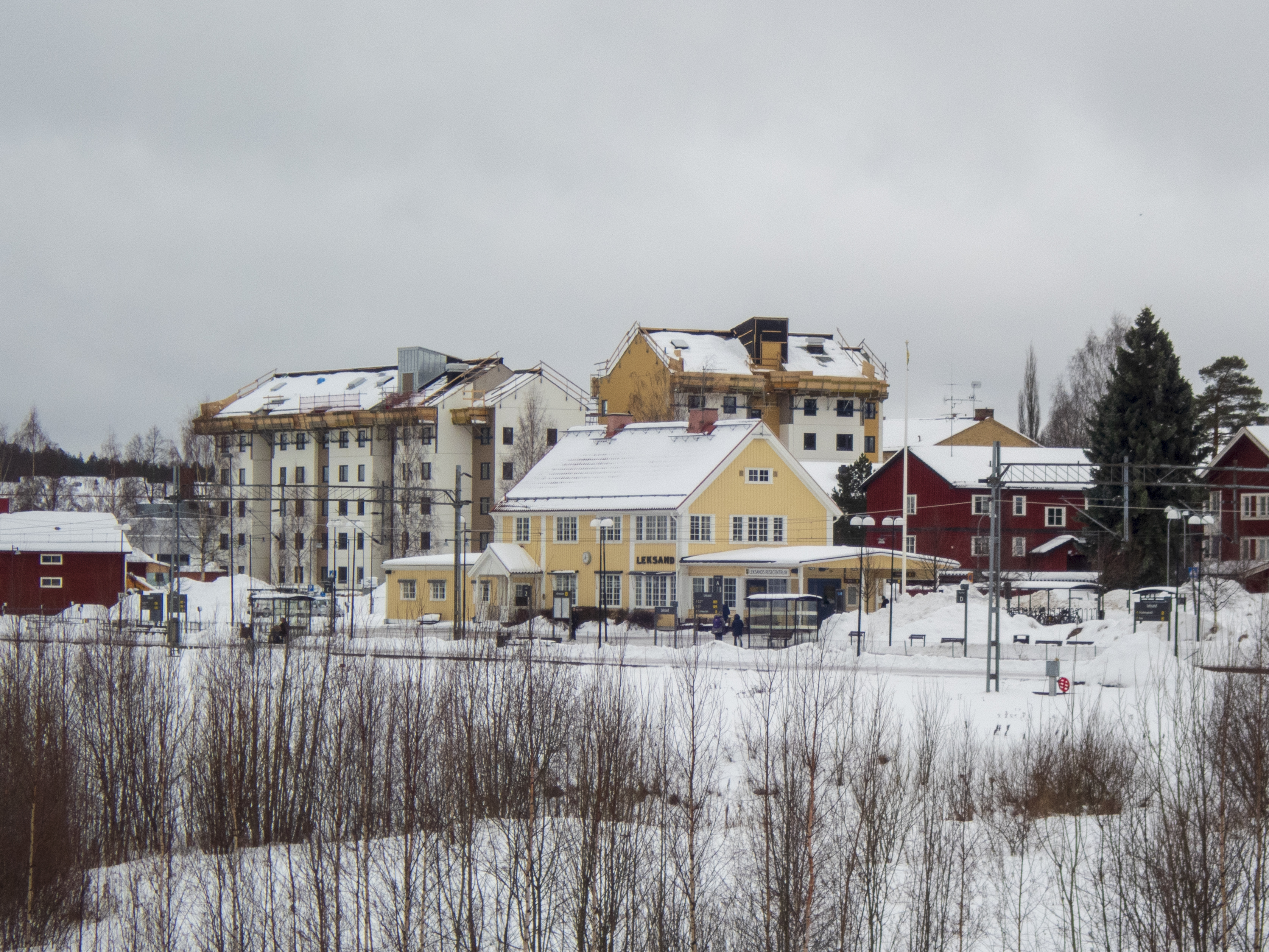
Em Leksand
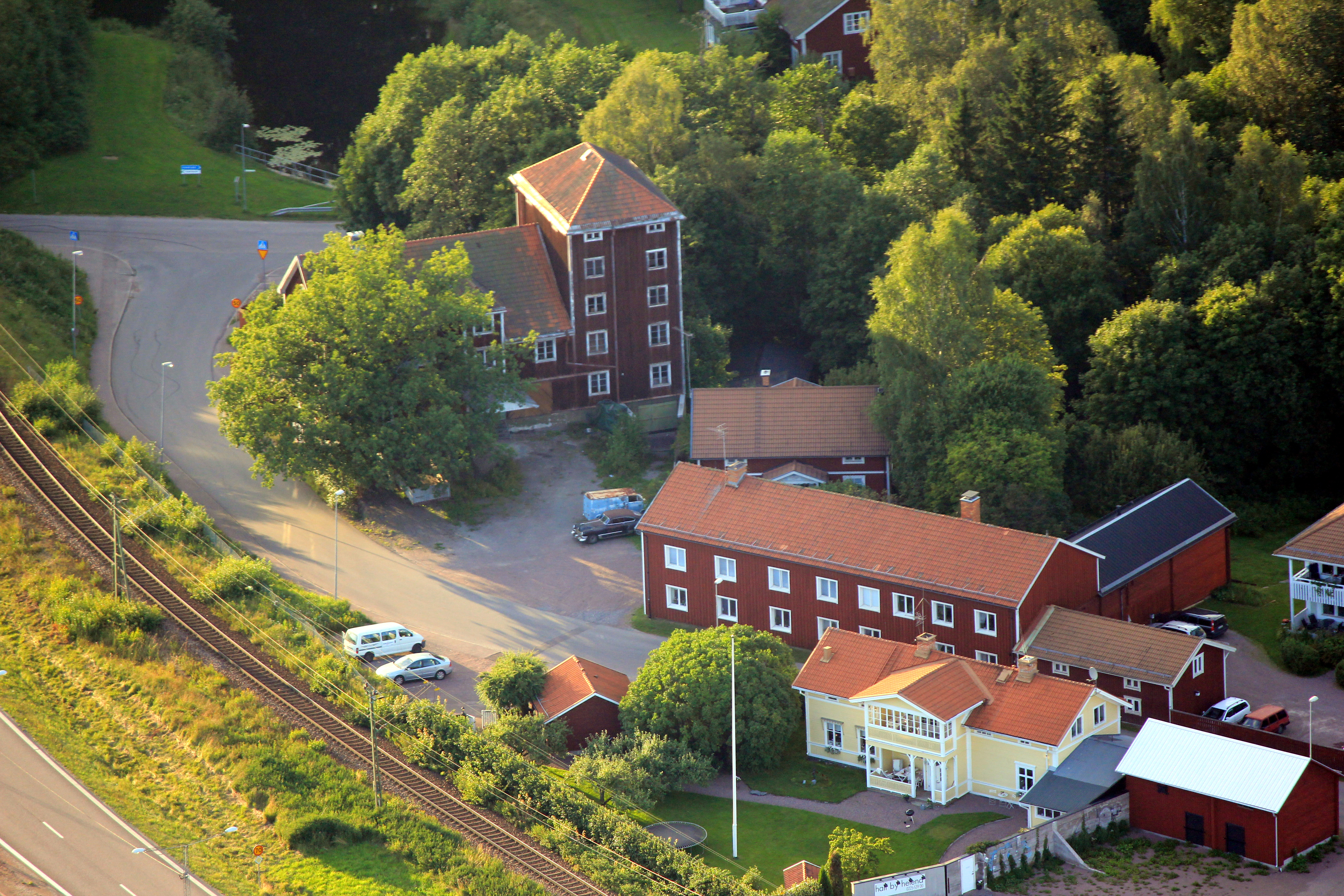
Em Säter
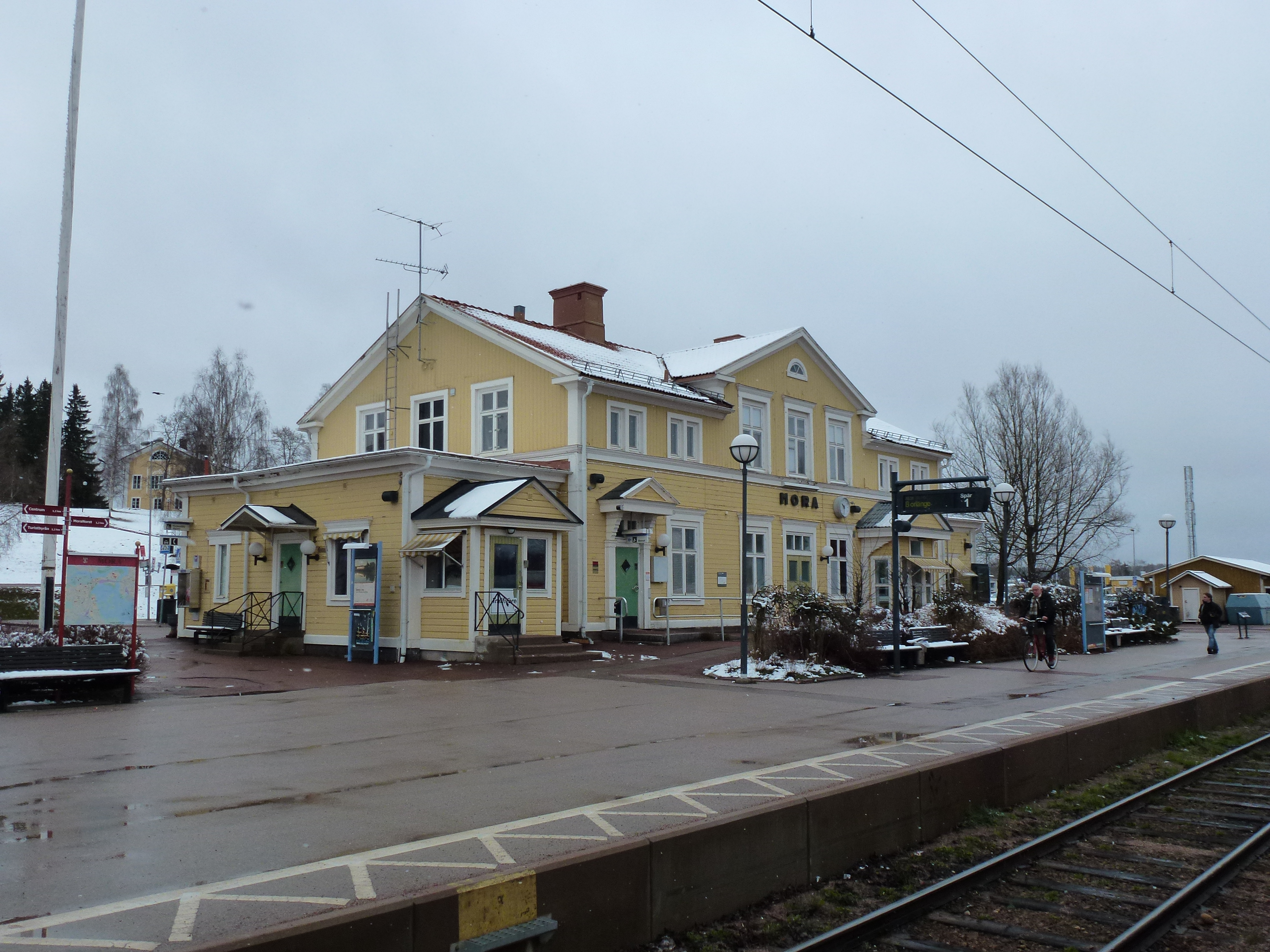
Estação ferroviária de Mora
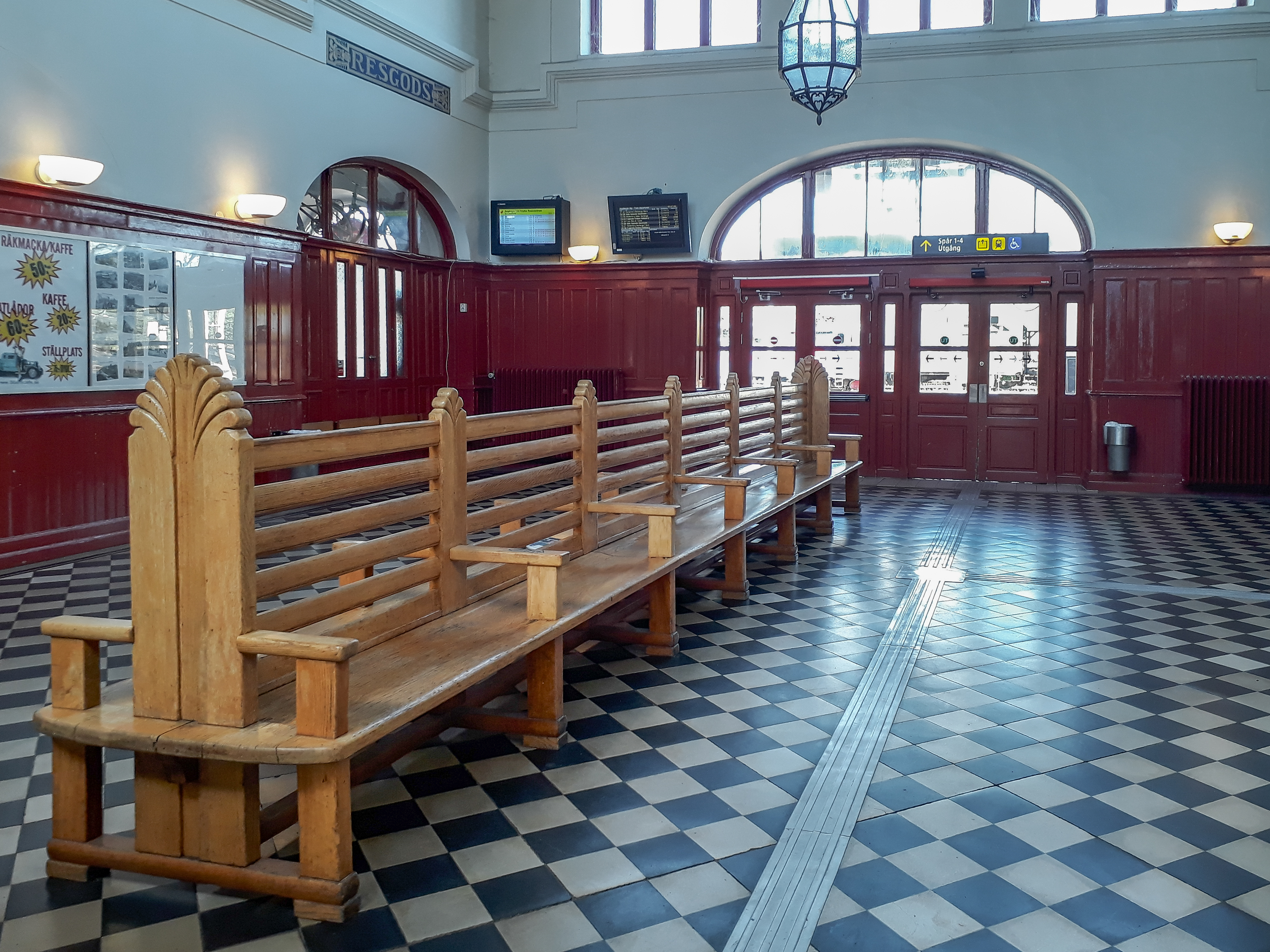
Interior da estação de Avesta